# 小行星4170
小行星4170（英語：4170 Semmelweis）是一颗围绕太阳公转的小行星。1980年8月6日，茲丹卡·瓦弗洛娃在克列特发现了此天体。
这颗小行星的绝对星等为115.65614等。